# Luis Alejandro de Borbón (1747-1768)

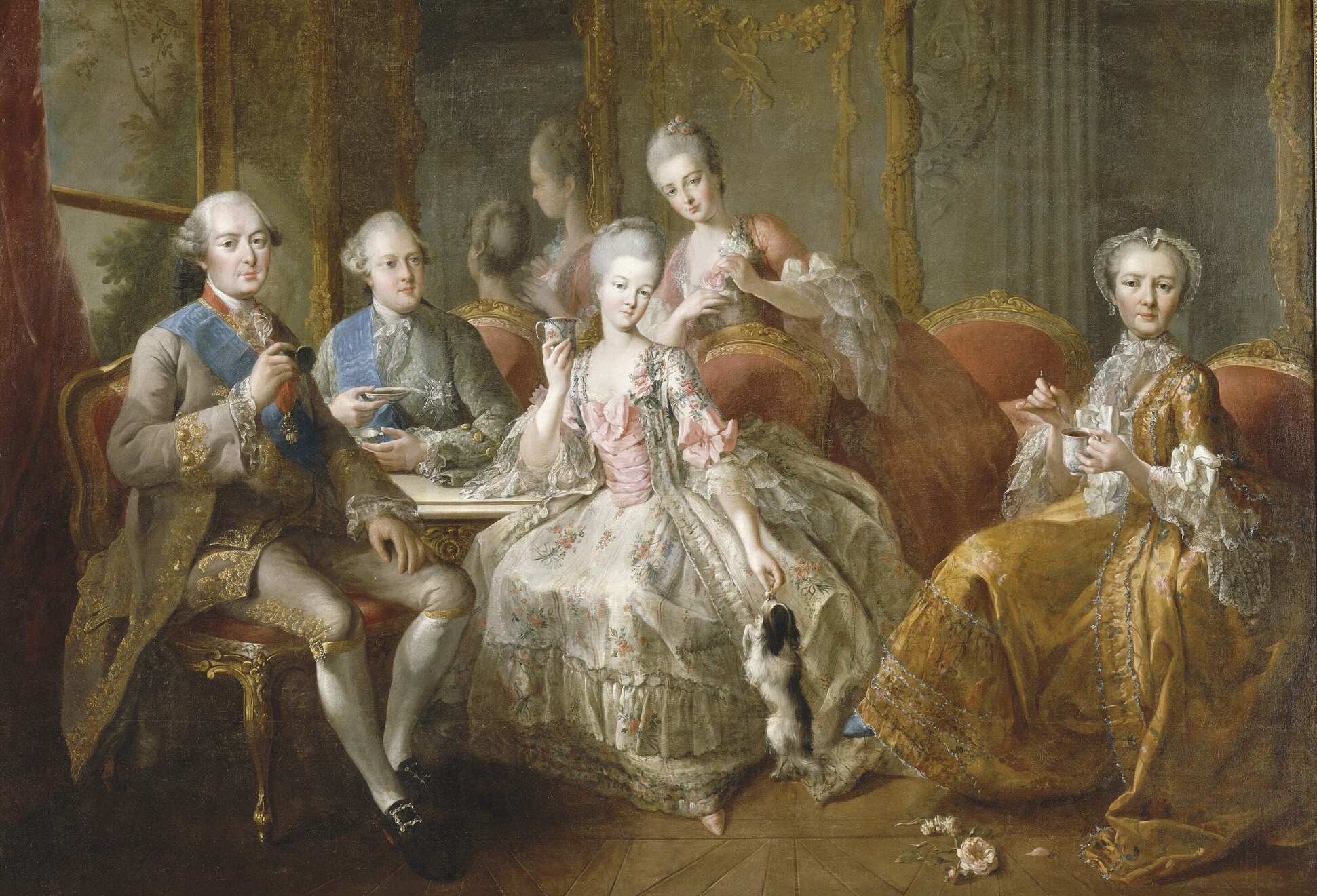
La familia de Lamballe, por Jean-Baptiste Charpentier le Vieux, 1768.

Luis Alejandro de Borbón, príncipe de Lamballe (Louis Alexandre Joseph Stanislas; 6 de septiembre de 1747-6 de mayo de 1768), fue hijo y heredero de Luis Juan María de Borbón, nieto de Luis XIV a través de su hijo legitimado, Luis Alejandro de Borbón. Fue conocido como el Príncipe de Lamballe (prince de Lamballe) desde su nacimiento. Fue esposo de María Luisa de Saboya Mademoiselle de Carignan, quien después de su muerte se convertiría en íntima amiga de María Antonieta, y que moriría brutalmente asesinada durante la Revolución Francesa. Murió antes que su padre, sin hijos.

## Biografía
Luis Alejandro nació el 6 de septiembre de 1747 en el Hôtel de Toulouse (actual sede del Banco de Francia), residencia de su familia en París. Su padre, Luis Juan María de Borbón, duque de Penthièvre, único hijo legítimo de Luis Alejandro de Borbón, el hijo legitimado más joven de Luis XIV y Madame de Montespan. Su madre, la Princesa María Teresa Felicidad de Este, hija del duque de Módena, también era descendiente de Montespan, y relacionada con la Casa de Orleans. El Príncipe de Lamballe, como fue conocido durante toda su vida, fue el único hijo, varón, sobreviviente de la pareja. Fue uno de sus siete hijos.
A la muerte de su hermano mayor, Luis María de Borbón, el príncipe de Lamballe se convirtió en heredero de la fortuna Penthièvre, gran parte del cual había sido obtenido ilegalmente de su prima, sin hijos, la Grande Mademoiselle, y otorgada al hijo mayor legitimado de Luis XIV, Luis Augusto de Borbón, duque de Maine. Su título, Príncipe de Lamballe, provenía de uno de los señoríos de su padre, pero no era un principado soberano. Por el contrario, se trataba de un título de cortesía. Su madre murió al dar a luz en 1754, a la edad de veintisiete años.

### Matrimonio
Su padre eligió a su futura esposa, la princesa italiana María Luisa Teresa de Saboya, "Mademoiselle de Carignan". Las celebraciones de la boda duraron del 17 al 27 de enero de 1767, con fiestas en Turín y Nangis. Antes de su boda, Luis Alejandro ansioso de conocer a su futura esposa, fue en secreto al lugar donde se alojaba María Teresa. Él la vio disfrazado como un simple sirviente y le ofreció un ramo de flores en nombre de su "señor". Durante la ceremonia de boda al día siguiente, la princesa quedó sorprendida al descubrir que el hombre humilde del día anterior era, en realidad, el propio príncipe. Después de la ceremonia, durante la luna de miel, Luis Alejandro y su esposa se hospedaron en el Castillo de Nangis. Su padre había elegido específicamente a María Teresa como esposa de su hijo por su conocida piedad y belleza. Pensaba que tal esposa cambiaría el estilo de vida libertino de su hijo.
La princesa María Luisa era la sexta hija del príncipe de Carignano y de su esposa, Cristina Enriqueta de Hesse-Rothenburg, hermana de Carolina de Hesse-Rotenburg, que se convertiría en princesa de Condé. Después de tres meses de felicidad, Luis Alejandro, un hastiado hedonista, pronto se cansó de su joven esposa y reanudó su vida de débaucherie. Se fugó con Mademoiselle de La Chassaigne, una bailarina de ópera, cinco meses después de su matrimonio. Llegó al punto de tener que vender los diamantes de su esposa para poder pagar sus deudas.

## Muerte

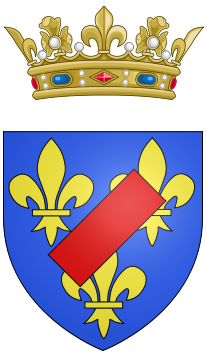

Después de una vida disipada, Luis Alejandro murió el 6 de mayo de 1768, dieciséis meses después de su matrimonio, de una enfermedad venérea en el Castillo de Louveciennes, en los brazos de su siempre fiel esposa. Murió sin descendencia. A su muerte, su padre pidió que la Gazette de France colocase una breve nota por el difunto príncipe:

Luis Alejandro José Estanislao de Borbón, príncipe de Lamballe, primer cazador de Francia, murió en el Castillo de Louveciennes, cerca de Versalles, el 6 de este mes, a las ocho y media de la mañana, de veinte años y ocho meses. Nació el 6 de septiembre de 1747. Él se casó el 17 de enero de 1767, con María Teresa Luisa de Carignano. No podemos dar mayores elogios a los sentimientos de piedad y de resignación y al coraje que este príncipe demostró durante su larga enfermedad, hasta los últimos momentos de su vida. A causa de su muerte, la corte estará de luto durante diez días.

Fue enterrado en la cripta familiar de la iglesia de Saint-Lubin en Rambouillet, cerca del Castillo de Rambouillet, residencia favorita de su padre. En 1783, el duque de Penthièvre vendió el Castillo de Rambouillet a su primo, el rey Luis XVI. El 25 de noviembre de ese año, en una larga procesión religiosa, Penthièvre transfirió los nueve féretros con los restos de sus padres, el conde y la condesa de Tolosa, su esposa, María Teresa de Este, y seis de sus siete hijos, de la iglesia de Rambouillet, a la capilla de la Collégiale Saint-Étienne en Dreux.

## Títulos y tratamientos
- 6 de septiembre de 1747-6 de mayo de 1768: Su Alteza Serenísima el Príncipe de Lamballe.

- Datos: Q2023434
- Multimedia: Louis Alexandre, Prince of Lamballe / Q2023434